# Liste der Gesundheitsminister des Saarlandes
Dieser Artikel enthält eine Liste der Gesundheitsminister des Saarlandes.

## Gesundheitsminister Saarland (seit 1970)
| Name                                                    | Amtsantritt                                             | Kabinett                                                | Partei                                                  |
| Minister für Arbeit, Sozialordnung und Gesundheitswesen | Minister für Arbeit, Sozialordnung und Gesundheitswesen | Minister für Arbeit, Sozialordnung und Gesundheitswesen | Minister für Arbeit, Sozialordnung und Gesundheitswesen |
| ------------------------------------------------------- | ------------------------------------------------------- | ------------------------------------------------------- | ------------------------------------------------------- |
| Rainer Wicklmayr                                        | 13. Juli 1970                                           | Röder IV                                                | CDU                                                     |
| Minister für Familie, Gesundheit und Sozialordnung      |                                                         |                                                         |                                                         |
| Rita Waschbüsch                                         | 23. Januar 1974                                         | Röder V                                                 | CDU                                                     |
| Minister für Arbeit, Gesundheit und Sozialordnung       |                                                         |                                                         |                                                         |
| Rosemarie Scheurlen                                     | 1. März 1977 5. Juli 1979 23. Mai 1980 10. Juli 1984    | Röder VI Zeyer I Zeyer II Zeyer III                     | FDP                                                     |
| Brunhilde Peter                                         | 9. April 1985                                           | Lafontaine I                                            | SPD                                                     |
| Minister für Gesundheit und Soziales                    |                                                         |                                                         |                                                         |
| Christiane Krajewski                                    | 21. Februar 1990                                        | Lafontaine II                                           | SPD                                                     |
| Minister für Frauen, Arbeit, Gesundheit und Soziales    |                                                         |                                                         |                                                         |
| Christiane Krajewski                                    | 18. Februar 1991                                        | Lafontaine II                                           | SPD                                                     |
| Marianne Granz                                          | 23. November 1994                                       | Lafontaine III                                          | SPD                                                     |
| Barbara Wackernagel-Jacobs                              | 18. September 1996 9. November 1998                     | Lafontaine III Klimmt                                   | SPD                                                     |
| Regina Görner                                           | 29. September 1999                                      | Müller I                                                | CDU                                                     |
| Minister für Justiz, Gesundheit und Soziales            |                                                         |                                                         |                                                         |
| Josef Hecken                                            | 6. Oktober 2004                                         | Müller II                                               | CDU                                                     |
| Minister für Justiz, Gesundheit, Arbeit und Soziales    |                                                         |                                                         |                                                         |
| Josef Hecken                                            | 3. September 2007                                       | Müller II                                               | CDU                                                     |
| Gerhard Vigener                                         | 14. Mai 2008                                            | Müller II                                               | CDU                                                     |
| Minister für Gesundheit und Verbraucherschutz           |                                                         |                                                         |                                                         |
| Georg Weisweiler                                        | 10. November 2009 24. August 2011                       | Müller III Kramp-Karrenbauer I                          | FDP                                                     |
| Monika Bachmann (kommissarisch)                         | 18. Januar 2012                                         | Kramp-Karrenbauer I                                     | CDU                                                     |
| Minister für Soziales, Gesundheit, Frauen und Familie   |                                                         |                                                         |                                                         |
| Andreas Storm                                           | 9. Mai 2012                                             | Kramp-Karrenbauer II                                    | SPD                                                     |
| Monika Bachmann                                         | 12. November 2014 17. Mai 2017 1. März 2018             | Kramp-Karrenbauer II Kramp-Karrenbauer III Hans         | SPD                                                     |
| Minister für Arbeit, Soziales, Frauen und Gesundheit    |                                                         |                                                         |                                                         |
| Magnus Jung                                             | 26. April 2022                                          | Rehlinger                                               | SPD                                                     |